# Kreis Bergheim (Erft)
Der Kreis Bergheim (Erft) war von 1816 bis 1974 ein Landkreis im Regierungsbezirk Köln. Mit diesem gehörte er zunächst zur preußischen Provinz Jülich-Kleve-Berg, seit 1822 zur Rheinprovinz und seit 1946 zu Nordrhein-Westfalen. Sein Gebiet gehört heute zum Rhein-Erft-Kreis. Sitz der Kreisverwaltung war Bergheim.

## Nachbarkreise
Der Kreis Bergheim (Erft) grenzte 1971 im Uhrzeigersinn im Norden beginnend an die Kreise Grevenbroich, Köln, Euskirchen, Düren und Jülich.

## Verwaltungsgeschichte

Der Kreis Bergheim auf einer Karte aus dem Jahr 1905

Der Kreis Bergheim wurde 1816 aus den von 1798 bis 1814 französischen Kantonen Bergheim und Kerpen gebildet, die bis 1813 zum Arrondissement de Cologne im Département de la Roer gehört hatten. Der Kreis gliederte sich zunächst in 14 Bürgermeistereien, die in der Franzosenzeit als Mairien eingerichtet worden waren. Mit der Einführung der Gemeindeordnung für die Rheinprovinz von 1845 wurden einige Bürgermeistereien des Kreises in mehrere Gemeinden untergliedert. Im Kreis Bergheim bestanden seit dieser Zeit 33 Gemeinden:
| Verwaltungsgliederung 1885 | Verwaltungsgliederung 1885                                              |
| Bürgermeisterei            | Gemeinden                                                               |
| -------------------------- | ----------------------------------------------------------------------- |
| Bedburg                    | Bedburg                                                                 |
| Bergheim                   | Bergheim, Kenten, Quadrath-Ichendorf, Wiedenfeld, Zieverich             |
| Blatzheim                  | Blatzheim                                                               |
| Buir                       | Buir, Manheim                                                           |
| Esch                       | Angelsdorf, Apartehöfe, Elsdorf, Esch, Niederembt, Oberembt, Tollhausen |
| Heppendorf                 | Heppendorf                                                              |
| Hüchelhoven                | Hüchelhoven                                                             |
| Kaster                     | Epprath, Kaster, Lipp                                                   |
| Kerpen                     | Kerpen, Mödrath                                                         |
| Königshoven                | Königshoven, Morken-Harff                                               |
| Paffendorf                 | Glesch, Niederaußem, Oberaußem, Paffendorf                              |
| Pütz                       | Pütz                                                                    |
| Sindorf                    | Hemmersbach, Sindorf                                                    |
| Türnich                    | Türnich                                                                 |

Die Gemeinde Hemmersbach wurde 1907 in Horrem umbenannt. Wie in der gesamten Rheinprovinz wurden 1927 die Bürgermeistereien in Ämter überführt. Am 1. November 1934 wurden alle preußischen Einzelgemeindeämter aufgehoben; die betreffenden Gemeinden im Kreis wurden dadurch amtsfrei.
Am 1. April 1937 kam es zu weiteren Änderungen der Ämterstruktur:
- Das Amt Paffendorf und die amtsfreie Gemeinde Hüchelhoven wurden in das Amt Bergheim eingegliedert.
- Das Amt Kaster und die amtsfreie Gemeinde Pütz wurde in das Amt Königshoven eingegliedert.
- Die amtsfreie Gemeinde Heppendorf wurde in das Amt Esch eingegliedert.

Am 5. Januar 1938 wurde das Amt Esch in Amt Elsdorf (Rheinland) umbenannt und am 24. März 1938 das Amt Sindorf in Amt Horrem. Am 1. April 1938 wurden außerdem das Amt Buir und die amtsfreie Gemeinde Blatzheim in das Amt Kerpen eingegliedert.
Mehrere Gemeinden des Kreises wurden im Rahmen der Braunkohleförderung abgebaggert, aufgelöst und anderen Gemeinden zugeschlagen:
- Apartehöfe wurde 1938 in Elsdorf eingegliedert.
- Kenten und Zieverich wurden 1938 in Bergheim eingegliedert.
- Tollhausen wurde 1938 in Esch eingegliedert.
- Wiedenfeld wurde 1958 in Bergheim eingegliedert.
- Epprath und Morken-Harff wurden 1956 in Kaster eingegliedert.

Die Gemeinde Oberaußem wurde am 29. August 1949 in Oberaußem-Fortuna umbenannt.
Nach dem Zweiten Weltkrieg wurde die Gemeinde Lipp von den Besatzungsbehörden aus dem Amt Königshoven ausgegliedert und verwaltungstechnisch der Stadt Bedburg unterstellt. Dieser Zustand wurde seitens der deutschen Behörden 1950 durch die Schaffung des Amtes Bedburg, bestehend aus der Stadt Bedburg und der Gemeinde Lipp, formalisiert. Das 1938 aufgelöste Amt Buir mit den beiden Gemeinden Buir und Manheim wurde am 1. April 1954 wiedererrichtet.
Der Kreis war zum Ende seines Bestehens in sieben Ämter und insgesamt 26 Gemeinden gegliedert:
| Verwaltungsgliederung 1974 | Verwaltungsgliederung 1974                                                                                   |
| Amt                        | Gemeinden |
| -------------------------- | --- |
| Bedburg                    | Bedburg (Stadt), Lipp                                                                                        |
| Bergheim (Erft)            | Bergheim (Erft) (Stadt), Glesch, Hüchelhoven, Niederaußem, Oberaußem-Fortuna, Paffendorf, Quadrath-Ichendorf |
| Buir                       | Buir, Manheim                                                                                                |
| Elsdorf (Rhld.)            | Angelsdorf, Elsdorf (Rhld.), Esch, Heppendorf, Niederembt, Oberembt                                          |
| Horrem                     | Horrem, Sindorf                                                                                              |
| Kerpen                     | Blatzheim, Kerpen (Stadt), Mödrath                                                                           |
| Königshoven                | Kaster (Stadt), Königshoven, Pütz                                                                            |
| amtsfrei                   | Türnich |

Durch das Köln-Gesetz kam es mit Wirkung vom 1. Januar 1975 zu einer grundlegenden Gemeindereform und zur Auflösung des Kreises Bergheim (Erft):
- Die Städte Bedburg und Kaster wurden mit allen weiteren Gemeinden der Ämter Bedburg und Königshoven zu einer neuen Stadt Bedburg zusammengeschlossen.
- Die Stadt Bergheim (Erft) wurde mit allen weiteren Gemeinden des Amtes Bergheim zu einer neuen Stadt Bergheim zusammengeschlossen.
- Die Stadt Kerpen wurde mit allen weiteren Gemeinden der Ämter Buir, Horrem und Kerpen sowie der Gemeinde Türnich zu einer neuen Stadt Kerpen zusammengeschlossen.
- Alle Gemeinden des Amtes Elsdorf (Rhld.) wurden zu einer neuen Gemeinde Elsdorf zusammengeschlossen.
- Der Kreis und alle Ämter wurden aufgelöst. Bedburg, Bergheim, Elsdorf und Kerpen wurden mit Brühl, Frechen, Hürth und Pulheim aus dem ebenfalls aufgelösten Landkreis Köln sowie mit Erftstadt aus dem Kreis Euskirchen zum neuen Erftkreis zusammengefasst.[11]

Der Erftkreis wurde 2003 auf einstimmigen Beschluss des Kreistages in Rhein-Erft-Kreis umbenannt.

## Einwohnerentwicklung
| Jahr | Einwohner |
| ---- | --------- |
| 1816 | 27.996    |
| 1828 | 31.284    |
| 1871 | 39.940    |
| 1880 | 41.154    |
| 1890 | 42.706    |
| 1900 | 47.518    |
| 1910 | 53.108    |
| 1925 | 64.286    |
| 1939 | 69.504    |
| 1950 | 92.321    |
| 1960 | 103.500   |
| 1970 | 119.400   |
| 1973 | 136.700   |

## Politik

### Ergebnisse der Kreistagswahlen ab 1946
In der Liste werden nur Parteien und Wählergemeinschaften aufgeführt, die mindestens zwei Prozent der Stimmen bei der jeweiligen Wahl erhalten haben.
Stimmenanteile der Parteien in Prozent
| Jahr   | SPD  | CDU  | FDP      | KPD |
| ------ | ---- | ---- | -------- | --- |
| 1946   | 38,0 | 54,0 |          | 7,0 |
| 119481 | 48,2 | 42,3 |          | 5,8 |
| 1952   | 45,9 | 37,4 | 13,3     |     |
| 1956   | 51,7 | 38,0 | 10,2     |     |
| 1961   | 46,1 | 46,0 | 07,9     |     |
| 219642 | 49,4 | 41,4 | 06,1     |     |
| 1969   | 51,5 | 41,9 | 0005,002 |     |

Fußnoten
1 1948: zusätzlich: DZP: 3,2 %

2 1964: zusätzlich: UWG: 3,1 %

### Landräte
- 1816–1837 Franz Beissel von Gymnich
- 1837–1865 Adolf Carl Raitz von Frentz
- 1865–1868 Otto Rintelen
- 1868–1876 Ernst Birck
- 1876–1891 Richard Herwarth von Bittenfeld
- 1891–1919 Otto Graf Beissel von Gymnich
- 1919–1933 Karl Sieger
- 1933–1934 Otto Pieperbeck (kommissarisch)
- 1934–1939 Udo Krüger
- 1940–1942 Werner Drück
- 1942–1945 Bernhard Köttgen (Dienstausübung während Wehrmachtsurlauben u. Lazarettaufenthalten)
- 1942–1944 Heinrich Loevenich (Mitverwaltung als Landrat des Landkreises Köln)
- 1945–1946 Karl Modemann (von den Alliierten eingesetzt)
- 1946–1948 Johannes Even, CDU
- 1948–1952 Johann Großmann, SPD
- 1952–1956 Alexander Kabza, CDU
- 1956–1961 Matthias Werner, SPD
- 1961–1964 Albert Schlangen, CDU
- 1964–1974 Richard Kasper, SPD

## Infrastruktur
Der Kreis Bergheim war durch den Braunkohleabbau besonders stark geprägt. Nach Ende des Zweiten Weltkrieges war die örtliche Braunkohle- und Energieindustrie Hauptarbeitgeber. Damit einher ging auch ein Erstarken der SPD im Kreis und seinen Gemeinden.
Der Landkreis setzte vor allen Dingen auf Bildung. Nach 1945 entstanden zahlreiche Schulen, darunter Realschulen und das heutige Adolph-Kolping-Berufskolleg in Horrem.
Auch die Versorgung der Bevölkerung übernahm der Kreis selber. Bis zum Verkauf an RWE betrieb der Landkreis eigene Kreiswerke zur Strom- und Wasserversorgung.

## Kfz-Kennzeichen
Am 1. Juli 1956 wurde dem damaligen Landkreis bei der Einführung der bis heute gültigen Kfz-Kennzeichen das Unterscheidungszeichen BM zugewiesen. Es wird im Rhein-Erft-Kreis (zunächst Erftkreis) durchgängig bis heute ausgegeben.